# Leslie Claudius
Leslie Walter Claudius (Bilaspur (Chhattisgarh), 25 de marzo de 1927 - Calcuta - 20 de diciembre de 2012) fue un jugador de hockey sobre hierba indio. Desde el año 1948 hasta 1960 participó en 4 Juegos Olímpicos,  consiguiendo un total de cuatro medallas olímpicas, tres de ellas de oro. 